# Hyperphosphaturie
Die Hyperphosphaturie, fälschlich oft als „Phosphaturie“ bezeichnet, ist eine über die Norm hinaus erhöhte Ausscheidung von Phosphaten im Urin.
Synonyme: Kalkariurie; englisch High urine phosphate levels; Phosphaturia

## Vorkommen
Eine Hyperphosphaturie kann physiologisch und als Symptom einer Erkrankung auftreten.

### Normal
- bei alkalischer Ernähnrung
- bei Alkalitherapie
- bei Hunger
- bei körperlicher Erschöpfung

### Pathologisch
- bei Rachitis
- bei Osteomalazie
- bei Osteodystrophia deformans
- bei Akromegalie
- beim Plasmozytom
- beim Hyperparathyreoidismus
- bei osteolytischen Metastasen
- bei Hypokalzämie
- bei Vitamin-D-Mangel
- bei Nierenerkrankungen wie Tubulointerstitielle Nephritis oder Renale tubuläre Azidose

## Klinische Erscheinungen
Fast immer besteht auch eine Hypophosphatämie.
Als Komplikation können bei längerer Fortdauer eine Nephrokalzinose sowie Harnsteine auftreten.

## Im Rahmen von Syndromen
Bei einigen Syndromen kann eine Hyperphosphaturie wesentliches Merkmal sein:
- Blaue-Windeln-Syndrom
- Cushing-Syndrom
- Cytochrom-c-Oxidasemangel (MT-C4D)
- Dent-Syndrom
- De-Toni-Fanconi-Syndrom
- Fanconi-Bickel-Syndrom
- Fructosurie
- Lowe-Syndrom
- Metaphysäre Chondrodysplasie Typ Jansen
- Morbus Wilson
- nephropathische Form der Cystinose
- Schimmelpenning-Feuerstein-Mims-Syndrom

## Diagnose
Die Diagnose ergibt sich aus der Urinuntersuchung (24-Stunden-Sammelurin).

## Therapie
Die Behandlung richtet sich nach der zugrundeliegende Veränderung.